# Circuit Drôme-Ardèche
Le Circuit Drôme-Ardèche est une ancienne course cycliste française, organisée de 1943 à 1960 dans les départements de la Drôme et de l'Ardèche tous deux en région Auvergne-Rhône-Alpes.

## Palmarès
| Année | Vainqueur        | Deuxième             | Troisième         |
| ----- | ---------------- | -------------------- | ----------------- |
| 1943  | Adolphe Deledda  | Georges Martin       | Joseph Olivetti   |
| 1952  | André Bérard     | Edgar Hehlen         | André Thomas      |
| 1953  | René Privat      | Raymond Massard      | Bourqui           |
| 1954  | Raymond Elena    | Armand Di Caro       | Lucien René Faure |
| 1955  | Émile Baffert    | Lucien René Faure    | Angelo Colinelli  |
| 1956  | Ferdinand Devèze | Siro Bianchi         | Yvon Ramella      |
| 1957  | Siro Bianchi     | François Siniscalchi | Pierre Polo       |
| 1959  | Henri Anglade    | Lucien René Faure    | Alcide Vaucher    |
| 1960  | Lucien Arnaud    | André Lamande        | Pierre Villard    |